# Argyle (Wisconsin)
Argyle è un comune degli Stati Uniti, situato in Wisconsin e in particolare nella Contea di Lafayette.